# Saint-Louis-lès-Bitche
Saint-Louis-lès-Bitche é uma comuna francesa na região administrativa de Grande Leste, no departamento de Mosela. Estende-se por uma área de 4,53 km². Em 2010 a comuna tinha 491 habitantes (densidade: 108,4 hab./km²).